# Vincenzo Melone
Vincenzo Melone (Roma, 9 febbraio 1953) è un ammiraglio italiano, Comandante generale del Corpo delle capitanerie di porto - Guardia Costiera dal 2 novembre 2015 al 9 febbraio 2018.

## Biografia
Frequentò l'Accademia Navale di Livorno dove si  laureò nel 1976. Quale ufficiale dello Stato Maggiore della Marina Militare è stato imbarcato su diverse unità della Squadra Navale (Nave Etna, Nave Doria, Nave Impavido, Nave S. Giorgio, Nave Centauro e Nave Canopo) conseguendo in seguito l'abilitazione as/sioc e il comando di guardia in plancia. Nel 1982 è transitato nel Corpo delle Capitanerie di porto, ricoprendo, tra gli altri, incarichi di comando presso i seguenti uffici:
- Ufficio Circondariale Marittimo di La Maddalena, dal 1986 al 1987;
- Capitaneria di porto di Viareggio, dal 1995 al 1998;
- Capitaneria di porto di Pescara, dal 2002 al 2004;

Nel 1987 ha conseguito la specializzazione “ordinamento servizio sicurezza della navigazione e difesa NBC”.
Nel periodo dal 1989 al 1991 l'Ammiraglio ha ricoperto l'incarico di Ufficiale Superiore addetto al Ministro della Marina Mercantile, dal 1992 al 1995 è stato Assistente del Comandante Generale e dal 1999 al 2002 ha curato i rapporti con il Parlamento per i provvedimenti di interesse del Corpo delle Capitanerie di porto.
È stato insignito delle seguenti decorazioni e onorificenze: 
- Commendatore dell'Ordine al Merito della Repubblica Italiana;[3]
- Croce d'oro per anzianità di servizio militare;
- Diploma di Benemerenza con Medaglia per le operazioni di soccorso pubbliche calamità;
- Croce di Ufficiale con spade dell'Ordine al merito melitense dello SMOM;
- Medaglia Mauriziana al merito di dieci lustri di carriera militare;
- Commendatore di merito con placca del Sacro Militare Ordine Costantiniano di San Giorgio.

Il 31 maggio 2005 ha assunto l'incarico di Capo del III Reparto Piani e Operazioni del Comando Generale del Corpo delle Capitanerie di porto – Guardia Costiera ed in tale incarico è stato responsabile nazionale dell'impiego operativo della componente aeronavale e subacquea del Corpo, della predisposizione dei documenti di pianificazione e soprattutto delle emergenze in mare sia per quanto riguarda la salvaguardia della vita umana che della tutela dell'ambiente marino.
Il 15 novembre 2010 ha assunto l'incarico di Capo del I Reparto Personale del Comando Generale del Corpo delle Capitanerie di porto – Guardia Costiera.
Il 6 gennaio 2013 ha assunto l'incarico di Vice Comandante Generale.
Il 16 maggio 2013 ha assunto l'incarico di Direttore Marittimo della Liguria – Comandante del porto di Genova.
Dal 2 novembre 2015 ha assunto l'incarico di Comandante Generale del Corpo delle Capitanerie di porto, ricoprendolo fino al 7 luglio 2017 con il grado di ammiraglio ispettore, e dall'8 luglio 2017 con il grado di ammiraglio ispettore capo fino al 9 febbraio 2018.